# Lampetis guningi
Lampetis guningi es una especie de escarabajo del género Lampetis, familia Buprestidae. Fue descrita científicamente por Kerremans en 1911.